# Тато — мамин брат
«Тато – мамин брат» – український документальний фільм Вадима Ількова.
Світова прем'єра стрічки відбулася у рамках європейського фестивалю документального кіно Visions du Réel у Ніоні, Швейцарія. Покази фільму пройшли 17 та 18 квітня 2018 року. Фільм отримав приз як найінноваційніша стрічка. 2 і 3 травня «Тато – мамин брат» побачили глядачі канадського фестивалю Hot Docs.
Займає 84-85-ту позицію у списку 100 найкращих фільмів в історії українського кіно.

## Сюжет
Головний герой – відомий український андеграундний перформер Анатолій Бєлов. Богемний співак та художник стає батьком своєї п'ятирічної племінниці, коли психічне здоров'я його сестри погіршується. Несподіванно для себе він опиняється у ситуації, коли має балансувати між казками на ніч та провокативним мистецтвом, дитячими іграми та бурхливим нічним життям.

## Виробництво
Фільм створено студією «Garmata Film Production» за підтримки Держкіно України.
Зйомки фільму відбувалися впродовж двох років у Києві, ще півроку тривав постпродакшн.

## Нагороди
- 2018 – Visions du Réel, Prix du Jury Régionyon, найінноваційніший фільм міжнародної конкурсної програми;
- 2018 – Camden IFF, нагорода «Кінематографічне бачення»;
- 2018 – Hot Docs, офіційний відбір
- 2019 – 10-й Одеський міжнародний кінофестиваль – Найкращий український повнометражний фільм, нагорода;
- 2019 – 10-й Одеський міжнародний кінофестиваль – Найкращий український режисер – Вадим Ільков, нагорода